# Togolees voetbalelftal (vrouwen)
Het Togolees vrouwenvoetbalelftal is een voetbalteam dat Togo vertegenwoordigt in internationale wedstrijden, zoals het Afrikaans kampioenschap.
Het team van Togo speelde zijn eerste interland in 2006 tijdens de kwalificatie voor het Afrikaans kampioenschap. In en tegen Sao Tomé en Principe werd met 0-3 verloren. In 2010 en 2016 schreef het zich in voor de kwalificaties voor het continentale kampioenschap, maar trok het zich voor de start van deze competitie terug. Als gevolg hiervan werd de ploeg voor het kampioenschap van 2018 uitgesloten van deelname. In 2022 kwalificeerde het team zich alsnog voor hun eerste continentale kampioenschap, waarin het niet verder kwam dan de groepsfase. In 2018 en 2019 nam het land ook deel aan de WAFU Zone B Women's Cup, waarin het beide keren in de groepsfase strandde.
De bijnaam van de ploeg is "Les Éperviers Dames", dat "De vrouwelijke sperwers" betekent. Het team speelt zijn thuiswedstrijden in het Stade de Kégué.

## Prestaties op eindronden

### Wereldkampioenschap
| Jaar   | Resultaat           | Wed                 | W                   | G                   | V                   | DV                  | DT                  |
| ------ | ------------------- | ------------------- | ------------------- | ------------------- | ------------------- | ------------------- | ------------------- |
| 1991   | Niet deelgenomen    | Niet deelgenomen    | Niet deelgenomen    | Niet deelgenomen    | Niet deelgenomen    | Niet deelgenomen    | Niet deelgenomen    |
| 1995   | Niet deelgenomen    | Niet deelgenomen    | Niet deelgenomen    | Niet deelgenomen    | Niet deelgenomen    | Niet deelgenomen    | Niet deelgenomen    |
| 1999   | Niet deelgenomen    | Niet deelgenomen    | Niet deelgenomen    | Niet deelgenomen    | Niet deelgenomen    | Niet deelgenomen    | Niet deelgenomen    |
| 2003   | Niet deelgenomen    | Niet deelgenomen    | Niet deelgenomen    | Niet deelgenomen    | Niet deelgenomen    | Niet deelgenomen    | Niet deelgenomen    |
| 2007   | Niet gekwalificeerd | Niet gekwalificeerd | Niet gekwalificeerd | Niet gekwalificeerd | Niet gekwalificeerd | Niet gekwalificeerd | Niet gekwalificeerd |
| 2011   | Teruggetrokken      | Teruggetrokken      | Teruggetrokken      | Teruggetrokken      | Teruggetrokken      | Teruggetrokken      | Teruggetrokken      |
| 2015   | Niet deelgenomen    | Niet deelgenomen    | Niet deelgenomen    | Niet deelgenomen    | Niet deelgenomen    | Niet deelgenomen    | Niet deelgenomen    |
| 2019   | Uitgesloten         | Uitgesloten         | Uitgesloten         | Uitgesloten         | Uitgesloten         | Uitgesloten         | Uitgesloten         |
| 2023   | Niet gekwalificeerd | Niet gekwalificeerd | Niet gekwalificeerd | Niet gekwalificeerd | Niet gekwalificeerd | Niet gekwalificeerd | Niet gekwalificeerd |
| Totaal | 0/9                 | 0                   | 0                   | 0                   | 0                   | 0                   | 0                   |

### Olympische Spelen
| Jaar   | Resultaat        | Wed              | W                | G                | V                | DV               | DT               |
| ------ | ---------------- | ---------------- | ---------------- | ---------------- | ---------------- | ---------------- | ---------------- |
| 1996   | Niet deelgenomen | Niet deelgenomen | Niet deelgenomen | Niet deelgenomen | Niet deelgenomen | Niet deelgenomen | Niet deelgenomen |
| 2000   | Niet deelgenomen | Niet deelgenomen | Niet deelgenomen | Niet deelgenomen | Niet deelgenomen | Niet deelgenomen | Niet deelgenomen |
| 2004   | Niet deelgenomen | Niet deelgenomen | Niet deelgenomen | Niet deelgenomen | Niet deelgenomen | Niet deelgenomen | Niet deelgenomen |
| 2008   | Niet deelgenomen | Niet deelgenomen | Niet deelgenomen | Niet deelgenomen | Niet deelgenomen | Niet deelgenomen | Niet deelgenomen |
| 2012   | Niet deelgenomen | Niet deelgenomen | Niet deelgenomen | Niet deelgenomen | Niet deelgenomen | Niet deelgenomen | Niet deelgenomen |
| 2016   | Niet deelgenomen | Niet deelgenomen | Niet deelgenomen | Niet deelgenomen | Niet deelgenomen | Niet deelgenomen | Niet deelgenomen |
| 2020   | Niet deelgenomen | Niet deelgenomen | Niet deelgenomen | Niet deelgenomen | Niet deelgenomen | Niet deelgenomen | Niet deelgenomen |
| 2024   | Nog te bepalen   | Nog te bepalen   | Nog te bepalen   | Nog te bepalen   | Nog te bepalen   | Nog te bepalen   | Nog te bepalen   |
| Totaal | 0/8              | 0                | 0                | 0                | 0                | 0                | 0                |

### Afrikaans kampioenschap
| Jaar   | Resultaat           | Wed                 | W                   | G                   | V                   | DV                  | DT                  |
| ------ | ------------------- | ------------------- | ------------------- | ------------------- | ------------------- | ------------------- | ------------------- |
| 1991   | Niet deelgenomen    | Niet deelgenomen    | Niet deelgenomen    | Niet deelgenomen    | Niet deelgenomen    | Niet deelgenomen    | Niet deelgenomen    |
| 1995   | Niet deelgenomen    | Niet deelgenomen    | Niet deelgenomen    | Niet deelgenomen    | Niet deelgenomen    | Niet deelgenomen    | Niet deelgenomen    |
| 1998   | Niet deelgenomen    | Niet deelgenomen    | Niet deelgenomen    | Niet deelgenomen    | Niet deelgenomen    | Niet deelgenomen    | Niet deelgenomen    |
| 2000   | Niet deelgenomen    | Niet deelgenomen    | Niet deelgenomen    | Niet deelgenomen    | Niet deelgenomen    | Niet deelgenomen    | Niet deelgenomen    |
| 2002   | Niet deelgenomen    | Niet deelgenomen    | Niet deelgenomen    | Niet deelgenomen    | Niet deelgenomen    | Niet deelgenomen    | Niet deelgenomen    |
| 2004   | Niet deelgenomen    | Niet deelgenomen    | Niet deelgenomen    | Niet deelgenomen    | Niet deelgenomen    | Niet deelgenomen    | Niet deelgenomen    |
| 2006   | Niet gekwalificeerd | Niet gekwalificeerd | Niet gekwalificeerd | Niet gekwalificeerd | Niet gekwalificeerd | Niet gekwalificeerd | Niet gekwalificeerd |
| 2008   | Niet deelgenomen    | Niet deelgenomen    | Niet deelgenomen    | Niet deelgenomen    | Niet deelgenomen    | Niet deelgenomen    | Niet deelgenomen    |
| 2010   | Teruggetrokken      | Teruggetrokken      | Teruggetrokken      | Teruggetrokken      | Teruggetrokken      | Teruggetrokken      | Teruggetrokken      |
| 2012   | Niet deelgenomen    | Niet deelgenomen    | Niet deelgenomen    | Niet deelgenomen    | Niet deelgenomen    | Niet deelgenomen    | Niet deelgenomen    |
| 2014   | Niet deelgenomen    | Niet deelgenomen    | Niet deelgenomen    | Niet deelgenomen    | Niet deelgenomen    | Niet deelgenomen    | Niet deelgenomen    |
| 2016   | Teruggetrokken      | Teruggetrokken      | Teruggetrokken      | Teruggetrokken      | Teruggetrokken      | Teruggetrokken      | Teruggetrokken      |
| 2018   | Uitgesloten         | Uitgesloten         | Uitgesloten         | Uitgesloten         | Uitgesloten         | Uitgesloten         | Uitgesloten         |
| 2022   | Groepsfase          | 3                   | 0                   | 1                   | 2                   | 3                   | 9                   |
| Totaal | 1/14                | 3                   | 0                   | 1                   | 2                   | 3                   | 9                   |

### Afrikaanse Spelen
| Jaar   | Resultaat        | Wed              | W                | G                | V                | DV               | DT               |
| ------ | ---------------- | ---------------- | ---------------- | ---------------- | ---------------- | ---------------- | ---------------- |
| 2003   | Niet deelgenomen | Niet deelgenomen | Niet deelgenomen | Niet deelgenomen | Niet deelgenomen | Niet deelgenomen | Niet deelgenomen |
| 2007   | Niet deelgenomen | Niet deelgenomen | Niet deelgenomen | Niet deelgenomen | Niet deelgenomen | Niet deelgenomen | Niet deelgenomen |
| 2011   | Niet deelgenomen | Niet deelgenomen | Niet deelgenomen | Niet deelgenomen | Niet deelgenomen | Niet deelgenomen | Niet deelgenomen |
| 2015   | Niet deelgenomen | Niet deelgenomen | Niet deelgenomen | Niet deelgenomen | Niet deelgenomen | Niet deelgenomen | Niet deelgenomen |
| 2019   | Niet deelgenomen | Niet deelgenomen | Niet deelgenomen | Niet deelgenomen | Niet deelgenomen | Niet deelgenomen | Niet deelgenomen |
| 2023   | Nog te bepalen   | Nog te bepalen   | Nog te bepalen   | Nog te bepalen   | Nog te bepalen   | Nog te bepalen   | Nog te bepalen   |
| Totaal | 0/6              | 0                | 0                | 0                | 0                | 0                | 0                |

## FIFA-wereldranglijst
Betreft klassering aan het einde van het jaar
| 2022 |
| ---- |
| 121  |

## Selecties

### Huidige selectie
Deze spelers werden geselecteerd voor twee vriendschappelijke wedstrijden in februari 2023.
| Doel                   |                          |                  |
| 16                     | Amé Amouklou             | Amis du Monde    |
| 23                     | Adjo Hatto               | Ahé FC           |
|                        | Kafui Nadjombe           | FSA              |
|                        | Fridoss Ouro             | Gazelle FC       |
| Verdediging            |                          |                  |
| 5                      | Ayawoa Kaglan            | Tempête FC       |
| 15                     | Dédé Houndjo-Tete        | Athlèta FC       |
| 17                     | Akossiwa Dogbe           | Athlèta FC       |
| 24                     | Afigan Gagban            | Athlèta FC       |
|                        | Hodalo Badaro            | Étoile Féminine  |
|                        | Ella Djankale            | Amis du Monde    |
|                        | Gnimwe Gnorou            | Amis du Monde    |
|                        | Yendoukoa Lare           | Djabir FC        |
|                        | Giséle Touleassi         | US Amou          |
|                        | Happy Ziorklui           | Athlèta FC       |
| Middenveld             |                          |                  |
| 2                      | Essowè Dowatanti         | Gazelle FC       |
| 6                      | Reine Gake               | Ahé FC           |
| 7                      | Takiyatou Yaya           | Amis du Monde    |
| 13                     | Yawa Akiti               | Tempête FC       |
|                        | Kpandjapou Gbati         | Bella FC         |
|                        | Solim Kadanga            | Gazelle FC       |
|                        | Kafui Kovon              | Winner Girls     |
|                        | Fatima Salou             | Amis du Monde    |
| Aanval                 |                          |                  |
| 10                     | Moussouriéto Adinda-Apko | Amis du Monde    |
| 20                     | Tatiana Kayaba           | Bella FC         |
|                        | Tchissom Amaizu          | Bosport Academie |
|                        | Bendukilou Manou         | Athlèta FC       |
| Bondscoach: Kaï Tomety |                          |                  |